# Mike Estime
Michael Estime, mais conhecido com Mike Estime é um ator e comediante norte-americano, conhecido por suas participações em filmes como "As Férias da Minha Vida" (2006) e "Harbinger Down" (2015). Na televisão, destacou-se por interpretar o personagem Perigo na série "Todo Mundo Odeia o Chris" (2005–2009), um vendedor de rua que comercializa produtos de procedência duvidosa. Além disso, Mike Estime apareceu no programa de comédia "ComicView", do canal BET, onde frequentemente fazia piadas relacionadas à cultura haitiana e à experiência de seu pai haitiano.

Recentemente, em 2021, ele participou de um episódio da série "The Neighborhood", estrelada por Cedric the Entertainer. Mike Estime também integrou o elenco da série "The Upshaws", da Netflix, ao lado de Wanda Sykes e Mike Epps. Paralelamente à atuação, ele trabalhou como comediante principal no 'The Punchliner Comedy Club' da Carnival Cruise Lines. Além disso, Mike Estime produz um podcast quinzenal intitulado "TMFH (This Muthaf**ka Here)". Em sua carreira, Mike Estime também se aventurou como escritor, produtor e diretor, contribuindo para diversos projetos, incluindo a série "All For Love".